# 古謝美佐子
古謝 美佐子（こじゃ みさこ、1954年5月11日 - ）は、日本の音楽家、沖縄音楽を代表する歌手の一人。沖縄県中頭郡嘉手納町生まれ。

## 略歴
6歳より唄と三線を習い、9歳でレコードデビューした。
週末に民謡クラブに出演するようになった中学時代以降、沖縄のラジオ・テレビ出演を含む演奏活動や、前川守賢ら若手の民謡歌手とのレコード録音を行なう。
1986年から我如古より子、玉城一美と共に坂本龍一の『ネオ・ジオ』（1987年）、『ビューティ』（1989年）のレコーディングやコンサートに出演、後者では「オキナワチャンズ」としてフィーチャーされ、1988年のアメリカツアーと1990年のワールドツアーにも同行した。このうち「ちんさぐの花」は1999年のオペラ『LIFE a ryuichi sakamoto opera 1999』に組み込まれ、東京・大阪での公演に旧オキナワチャンズが出演した。1990年には知名定男のプロデュースにより、吉田康子、宮里奈美子、比屋根幸乃とネーネーズを結成してリーダーとなる。ネーネーズは1991年にメジャーデビューし、ポップス感覚の沖縄民謡グループとして全国的な知名度をあげ、1995年に大阪城野音で復活した琉球フェスティバルの大看板の一つとなった。1994年には知名のレーベル、ディスク・アカバナーからソロアルバム『島美らさ』（しまじゅらさ）をリリースしている。
1995年12月にネーネーズを脱退、翌年から元ネーネーズ音楽監督の佐原一哉とソロ活動を開始、東京の浅草木馬亭など内地でのコンサートを定期的に行なう。
1996年7月には千石・三百人劇場で栗山民也演出の音楽劇『吉屋チルー/今を生きる』に出演した。初の自主制作盤シングル「童神」（わらびがみ、1997年12月）は、1997年2月、初孫の誕生を前に書いた詞を佐原の曲につけたもので、ライブ会場販売用の限定盤である。同じく佐原の曲による「天架きる橋」（あまかきるはし）では、古謝が実母の他界（1998年11月）に際して詠んだ琉歌、「恨む比謝橋」では伝承の女性歌人吉屋チルーの作とされる琉歌を歌っている。
これらのオリジナル曲ほか11曲を収録した『天架ける橋』は、ネーネーズ脱退後初のソロアルバムとして2000年に制作され、2001年6月に店頭販売された。9歳で初録音した童謡「すーしすーさ」の音源アレンジを含むこの作品は、古謝の「半生を振り返る自叙伝的、私小説的な内容」（公式ホームページ）とされている。講演会にゲストとしてしばしば招き、民謡「二見情話」のヤマトグチ訳を提供するなど古謝ファンとしても知られる作家の五木寛之が賛辞を寄せた。
「童神」は、『ちゅらさん』（NHK）で挿入歌として使用される（2001年9月20日）など特に注目され、山本潤子、花*花、夏川りみ、加藤登紀子、SISTER KAYA、城南海らによりカバーされた。夏川りみの「童神〜ヤマトグチ〜」は、2003年の第45回日本レコード大賞金賞を受賞した。夏川とは2003年にジョイントでコンサートツアーを行なった。夏川のほか、MONGOL800、そらなど、沖縄の若手ポップ・アーティストのレコーディングやコンサートにも積極的に参加している。沖縄での定期的な音楽活動はないが、「2000平和のステージinオキナワ」（2000年9月7日）、「スマトラ島沖地震慈善コンサート」（2005年11月27日）や「第3回沖縄平和賞キャンペーン」（2006年9月8日）など沖縄県自治体イベントでは常連である。2005年には、初代ネーネーズの宮里奈美子、比屋根幸乃と結成した新ユニット「さんさら」での活動も開始した。
2005年には1991年に佐原一哉が江州音頭の桜川唯丸のために作詞作曲した「黒い雨」をシングルとしてリリース、黒田征太郎、近藤等則らのピカドン・プロジェクトの一環として制作されたCD絵本『ふたつの黒い雨』にも都はるみと共に参加した。
このリリースに合わせ、基地の町嘉手納出身の古謝が戦争や平和について作品で問いかけるに至った心境を新聞紙上で表明した。
2005年にはライブ会場限定発売盤として「童神」に続く子守唄『黄金ん子』を制作、2008年にはこれらのシングル作品を含む8年ぶりのアルバム『廻る命』（めぐるいのち）がライブ会場での先行発売を経て10月に店頭販売された。
2009年4月25日に沖縄県の糸満観光農園で開催されたMESHサポートチャリティフェスティバルにアーティスト演奏者として参加した。
2010年、佐原一哉とともに第7回宮良長包音楽賞特別賞受賞。
2014年、初代ネーネーズに在籍した宮里奈美子、比屋根幸乃、島袋恵美子と4名で「うないぐみ」の活動を正式に始める。

## 音楽性
三線の弾き語りで琉球音階のメロディーに乗せてウチナーグチの歌詞を歌う、というオーソドックスな民謡歌手であるが、「オキナワチャンズ」「ネーネーズ」時代から電子音楽との共演、ライ・クーダーによるプロデュース、レゲエなど世界各地の土着音楽との交流といった、ワールド・ミュージックとしての沖縄音楽(および日本音楽)の可能性を実証する活動を続けてきた。近年ではチーフタンズ、カルロス・ヌニェスといったケルト音楽のアーティストとの共演が多い。ドヴォルザークの「家路」やアイルランド民謡「ポメロイの山々」など、ウチナーグチ訳詞で歌われ沖縄民謡のラインナップの中で違和感のない作品も多い。2008年8月には、東京フィルハーモニー交響楽団と「童神」で共演。

## ディスコグラフィー

### アルバム
- 島美らさ (ディスク・アカバナーASCD-2002、1992年/2001年リマスター)

1. しからーさぬなぁ (詞:上原直彦 曲:知名定男)
2. ナンダリー小 (ナンダリーグワァ、曲・詞:知名定男)
3. 懐かしき故郷
4. 山の端に越地
5. でんすなー
6. 水んもらさん二人が仲 (詞:上原直彦 曲:知名定男)
7. かいされー
8. 無情の唄 (曲・詞:普久原朝喜)
9. 今帰仁天底節
10. めぐり逢い (曲・詞:知名定男)
11. 白雲節
12. ヨーあふぃ小 (ヨーあふぃグワァ、曲・詞:知名定男)
13. 情念 (詞:上原直彦 曲:知名定男)

- 天架ける橋 (ディスクミルクDM-002、2001年6月)

1. サーサー節
2. 橋ナークニー〜夢かいされ (詞:古謝美佐子)
3. 天架きる橋 (詞:古謝美佐子 曲:佐原一哉)
4. 童神 (詞:古謝美佐子 曲:佐原一哉)
5. すーしすーさ (詞:富着よし 曲:津波恒徳)
6. やっちー (詞:上原直彦 曲:普久原恒勇)
7. 恋ぬ初み (詞:古謝美佐子 曲:佐原一哉)
8. 家路 (詞:佐原一哉 曲:ドヴォルザーク)
9. 恨む比謝橋 (詞:吉屋チルー 曲:佐原一哉)
10. ヒンスー尾類小
11. 天架きる橋II

- 廻る命 (ディスクミルクDM-008、2008年10月25日)

1. 天じゃら (詞:古謝美佐子 曲:佐原一哉)
2. ポメロイの山々 (アイルランド民謡 詞:佐原一哉)
3. 太陽ぬ子 (詞:上原直彦 曲:佐原一哉)
4. 黒い雨 (曲・詞:佐原一哉)
5. 黄金ん子 (詞:古謝美佐子 曲:佐原一哉)
6. 海ぬチンポーラ〜赤山
7. 夏ぬサンサナー (詞:古謝美佐子、佐原一哉 曲:佐原一哉)
8. 秋の踊り
9. 冬の花影 (詞:古謝美佐子、佐原一哉 曲:佐原一哉)
10. アメイジング・グレイス (訳詞:佐原一哉・古謝美佐子)
11. 国頭サバクイ
12. 廻る命 (詞:古謝美佐子 曲:佐原一哉)

### シングル
- 童神（わらびがみ）(ディスクミルク、1997年)
- 別りヨンスラ節/ゆくさ節 (マルフクレコードSFD-1007、1998年)
- うんじゅどう頼らりる (マルフクレコード、1971年)
- 母の想い (マルフクレコード、1971年)
- にんぐる小 (マルフクレコード、1971年)
- 国頭サバクイ/結び (マルフクレコード、1966年)
- すーしすーさ (マルフクレコード、1965年)

## 出演

### 映画
- born、bone、墓音。（2016年） - 与那城知子 役[5]
- 洗骨（2019年2月9日公開） ※主題歌も担当

### テレビ
- 琉神マブヤー4（2014年） - マブイ洞の番人